# Stethynium empoascae
Stethynium empoascae is een vliesvleugelig insect uit de familie Mymaridae. De wetenschappelijke naam is voor het eerst geldig gepubliceerd in 1966 door Subba Rao.